# Pleione taliensis
Pleione taliensis là một loài thực vật có hoa trong họ Lan. Loài này được P.J.Cribb & Butterf. miêu tả khoa học đầu tiên năm 1999.